# Benk Korthals

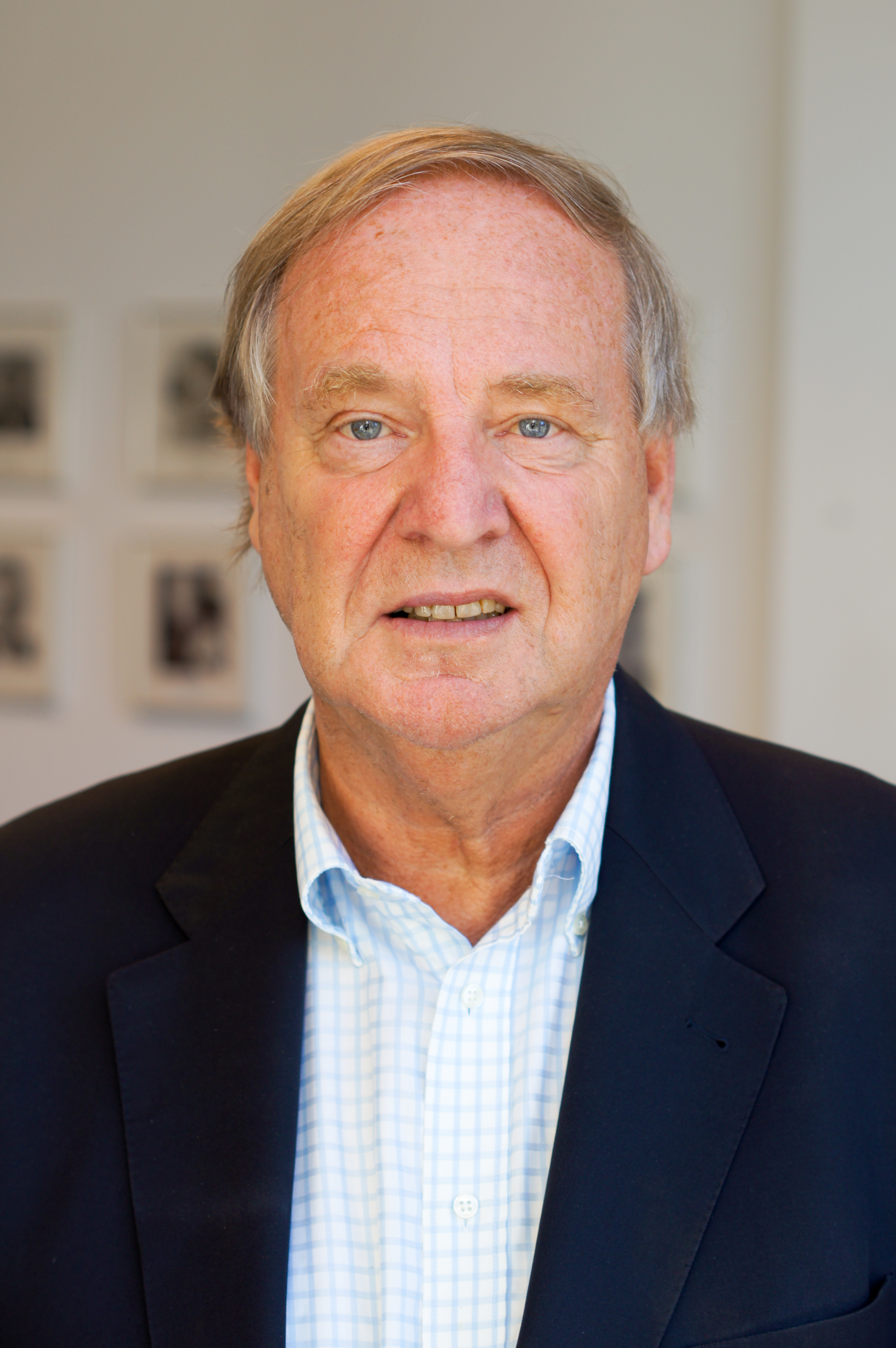
Benk Korthals (2011)

Benk Korthals (* 5. Oktober 1944 in Voorschoten) ist ein niederländischer Politiker der Volkspartij voor Vrijheid en Democratie.

## Leben
Benk Korthals, Sohn des späteren Vize-Ministerpräsidenten und Ministers Henk Korthals, studierte an der Universität Leiden Rechtswissenschaften. Vom 16. September 1982 bis 3. August 1998 war er Abgeordneter in der Zweiten Kammer der Generalstaaten. Von August 1998 bis 22. Juli 2002 war er Justizminister im Kabinett Kok II. Kurzzeitig war er vom 23. Mai 2002 bis 22. Juli 2002 erneut Abgeordneter und wurde dann Verteidigungsminister im Kabinett Balkenende I bis zu seinem Rücktritt am 12. Dezember 2002. Korthals war ab dem 22. Mai 2011 als Nachfolger von Mark Verheijen Parteivorsitzender der Volkspartij voor Vrijheid en Democratie; am 14. Juni 2014 folgte ihm Henry Keizer in diesem Amt.
Korthals ist verheiratet, hat drei Kinder und wohnt in Rotterdam.

## Preise und Auszeichnungen (Auswahl)
- 1995: Orden vom Niederländischen Löwen
- 2003: Orden von Oranien-Nassau